# Trois Hommes dans un bateau
Trois Hommes dans un bateau (sans parler du chien) (titre original : Three Men in a Boat (To Say Nothing of the Dog)) est un roman comique de Jerome K. Jerome, publié en Angleterre en 1889. En France, il est paru pour la première fois en 1894.

## Description
Le roman narre les aventures de George, Harris, Jérôme et le chien Montmorency, entreprenant un voyage sur la Tamise.
Le livre est parsemé d'anecdotes comiques et de réflexions philosophiques sur l'existence, les illusions que nous entretenons volontiers sur le monde et sur nous-mêmes, et la nécessité de ne pas trop charger de luxe la barque de sa vie.
Malgré les réticences des critiques littéraires qui reprochent à l’auteur un style considéré comme trop populaire, l'ouvrage connaît un grand succès. Pour satisfaire la demande, des copies piratées seront vendues aux États-Unis.
Bien que l'œuvre ait pour but de faire découvrir de façon plaisante l'histoire de la Tamise, ce sont les anecdotes comiques qui en font le succès et qui rendent le livre toujours populaire.
Un autre ouvrage de l'auteur fait intervenir les mêmes personnages, Three Men on the Bummel (publié en France sous trois titres différents selon l'époque : Trois hommes en Allemagne, Trois hommes en balade et Trois hommes sur un vélo).
Les personnages du livre sont des doubles littéraires de l'auteur et de ses amis : George, le paresseux lymphatique, est en fait George Wingrave, un employé de banque qui deviendra plus tard un des membres du directoire de la Barclays, et Harris, le grand costaud amateur de boissons fortes, est basé sur Carl Hentschel, un imprimeur qui deviendra patron d'une entreprise florissante de ce secteur. Montmorency, l'insupportable fox-terrier bagarreur, est une création de Jerome K. Jerome, qui dit l'avoir modelé sur les pulsions inconscientes des Britanniques, qui « ont dans leur personnalité intime quelque chose du chien ».
Le voyage se déroule de Kingston upon Thames à Oxford sur la Haute Tamise, qui vers 1880 avait été fermée au trafic commercial et était devenue le terrain de jeu de centaines de canotiers avec le développement du temps libre et de la « semaine anglaise ».
Le bateau choisi est un skiff de camping à deux paires d'avirons, transformable en abri pour la nuit moyennant un système d'arceaux amovibles recouverts d'une toile de tente.

## Le texte
Le livre commence avec une réunion des trois amis, au domicile de Jerome, qui, tout en bavardant et fumant la pipe se déclarent atteints de diverses maladies aussi graves que fumeuses. Cet épisode est prétexte pour l'auteur à de plaisantes variations et anecdotes personnelles sur l'hypocondrie.
Comme remède à leur taedium vitae, qu'ils attribuent à l'excès de travail, les trois amis décident d'un traitement de choc : une expédition de canotage sur la haute Tamise. Le départ est fixé le samedi suivant, toutefois George, pour des questions de travail, ne pourra rejoindre que le lendemain, à Weybridge. La préparation des bagages et des provisions la veille du départ est prétexte à une suite de gags visuels du style slapstick ; le volume à emporter risque de couler le canot, et pendant que les amis sortent leurs affaires, tous les garnements du coin raillent les « explorateurs » qui « partent à la recherche de Stanley ».
Le délire continue à la gare de Waterloo, dont la désorganisation était un sujet de plaisanteries récurrentes à l'époque victorienne. L'auteur, qui fut employé temporaire des Chemins de fer, ne se prive pas d'en rajouter : il montre Harris et lui-même soudoyant le mécanicien de la locomotive pour les emmener à Kingston alors que son train est en principe la « Malle » d'Exeter (direction diamétralement opposée à Kingston sur Tamise).

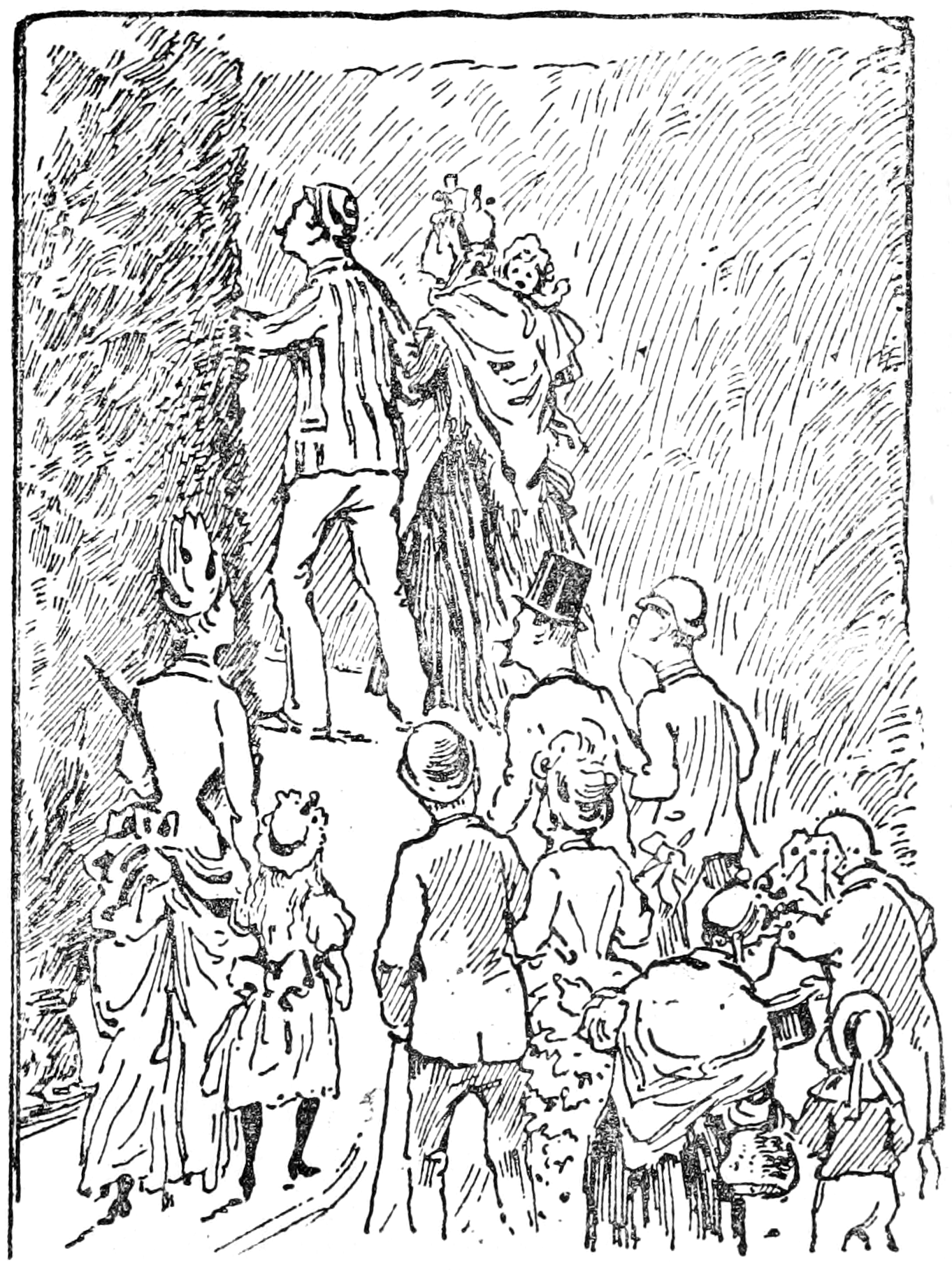
Illustration d'Arthur Frederics pour Trois hommes dans un bateau (1889) : la visite du labyrinthe de Hampton Court.

Une fois le canot de louage pris en main, l'expédition peut commencer... et les digressions aussi : en effet, le projet initial de Jerome K. Jerome était de faire un simple guide touristique à l'usage des vacanciers canotiers sur les anecdotes historiques liées aux lieux traversés (souvent chargés d'histoire, comme le palais d'Henri VIII à Hampton Court, avec son labyrinthe et les jardins où le roi folâtrait avec Ann Boleyn, l'île de la Grande Charte où Jean sans Terre se vit rogner les ailes par ses barons ou encore l'Ile aux Singes, chargée de souvenirs liés aux abbayes locales).
L'auteur s'éloigna bien vite de cette ligne initiale, même s'il conte les anecdotes historiques sur un ton distancié d'ironie légère et bon enfant.
Le moindre événement est prétexte à des digressions amusantes et à des anecdotes prétendument vécues (et « à peine » exagérées) sur la nature perverse des fox-terriers, l'inexactitude des baromètres et des bulletins météo, la vanité des chanteurs qui ne connaissent pas les paroles de leurs chansons, la mauvaise volonté des bouilloires à bouillir quand on les regarde, les implications sociopathiques de l'apprentissage de la cornemuse ou encore l'agressivité olfactive des fromages. La narration de Jerome K. Jerome est un exemple caractéristique d'humour au second degré, dissimulé sous les apparences d'un récit factuel et candide.
Le voyage lui-même, avec ses incidents de canotage, les cafouillages homériques des trois amis, ou ceux, pires encore, d'autres canotiers, et les réminiscences d'autres cafouillages lors de virées précédentes sont prétextes à des tranches de vie comiques : l'attitude hostile d'une boîte de conserve quand on a oublié l'ouvre-boîte, les canotiers irresponsables remorqués par un cheval de trait au galop, la présomption catastrophique de l'auteur et d'un copain louant un canot à voile par vent plus que frais alors qu'ils sont totalement novices (mais se prennent pour Cook ou Nelson), l'attitude ambivalente des canotiers face aux chaloupes à vapeur (suivant qu'elles vous coupent la route avec un équipage de snobs ou qu'elles vous remorquent obligeamment), le désastre de l'oncle Podger accrochant un tableau au mur, les charmantes auberges de campagne qui se révèlent totalement bondées, ou les hâbleries des pêcheurs à la ligne au sujet d'une truite géante accrochée au mur d'un pub (elle se révèle être un poisson factice en plâtre de Paris).
Ces saynètes (et bien d'autres) sont sous-tendues par une vision narquoise de la nature humaine.

## Réception critique et publique
Le livre fut un colossal succès de librairie : il s'en vendit 220 000 exemplaires en Angleterre entre 1889 et 1909, ce qui fit dire à son éditeur : « Je paye tellement de royalties à Jerome que je peine à imaginer ce que les acheteurs font de ce livre, on dirait qu'ils le mangent. »
Plus d'un million d'exemplaires sont vendus en édition pirate aux États-Unis durant la même période (d'après la préface de l'auteur pour la seconde édition de 1909). Le livre fut traduit dans de nombreuses langues étrangères, la traduction française de référence, excellente même si un peu datée, est due à un poète français peu connu, Théo Varlet (sous le pseudonyme de Déodat Serval).
En Russie, le livre eut un énorme succès et fit partie des ouvrages scolaires recommandés, tant sous le tsarisme que durant la période communiste. Jerome K. Jerome se plaignit même, dans une lettre au Times, que des auteurs russes signaient de son propre nom des livres qu'il n'avait pas écrits.
Le livre n'a jamais cessé d'être réédité, sans interruption, depuis sa sortie en 1889.
Comme souvent, la critique littéraire « sérieuse » ne fut pas du même avis que le grand public, la réception allant du tiède au franchement hostile. L'emploi de termes familiers ou argotiques fut critiqué.
Un critique particulièrement snob s'en prit à Jerome K. Jerome en disant qu'il s'agissait de littérature pour les 'Arrys et les 'Arriets (ciblant ainsi les lecteurs des classes sociales inférieures, à l'accent cockney, qui élident le « H » initial de Harry et Harriet dans leur parler populaire) ; Jerome K. Jerome se retrouva brocardé en 'Arry K 'Arry par le journal satirique Punch.
Dans ses mémoires (My life and times, publié en 1926), Jerome K. Jerome écrivit : « On aurait pu s'imaginer... que l'Empire britannique était en péril : Le Standard parla de moi comme d'une menace pour les lettres anglaises, le Morning Post me cita comme l'exemple même du résultat lamentable d'une politique qui consiste à trop éduquer les basses classes, je crois que je puis à bon droit prétendre avoir été l'auteur le plus insulté de Grande-Bretagne durant les vingt premières années de ma carrière. »

## Adaptations cinématographiques et télévisuelles
Le livre a été adapté de nombreuses fois au cinéma en anglais : 1920 (muet), 1933 et 1956 mais aussi en allemand (1961, adaptation très libre).
La BBC a adapté le livre de nombreuses fois pour la radio et télévision (notamment en 1975, scénario de Tom Stoppard, avec l'acteur Michael Palin, des Monty Python).
En 1979, la télévision soviétique en a tiré une comédie musicale Trois dans un bateau, sans compter le chien (« Трое в лодке, не считая собаки ») réalisée par Naum Birman (en), avec l'acteur Andreï Mironov.

## Pour les amateurs de canotage

Parcours des trois hommes sur la Tamise.

Le parcours des trois amis le long de la Tamise est parfaitement défini (contrairement à celui de Maupassant dans Sur l'eau qui est un collage de plusieurs croisières), et, de nombreux amateurs parfois regroupés en clubs, se font un devoir de l'accomplir à la façon d'un pèlerinage, parfois en costume d'époque. 
En particulier, toutes les auberges et pubs cités dans le livre sont encore debout et ouverts, ce qui donne raison à l'auteur, qui, moquant le penchant de son ami Harris pour les pubs et les boissons fortes, indiquait qu'il serait vain de vouloir apposer une plaque dans tous les pubs où Harris avait, un jour ou l'autre, bu un coup et qu'il vaudrait mieux en apposer sur les pubs où il n'était jamais entré, ce qui attirerait en foule les gens avides de savoir pourquoi.

## Livres audio
- Jerome K. Jerome, Trois Hommes dans un bateau, Paris, éd. Livraphone, 1991 (ISBN 978-2-87809-026-0, BNF 38192321)Narrateur : Philippe Lejour ; support : 4 cassettes audio ; durée : non connue ; référence éditeur : Livraphone LIV176.
- Jerome K. Jerome, Trois Hommes dans un bateau, Paris, éd. Livraphone, 12 janvier 2004 (ISBN 978-2-87809-348-3, BNF 40071485)Narrateur : Philippe Lejour ; support : 5 disques compacts audio ; durée : 6 h environ ; référence éditeur : Livraphone LIV 176C.
- Trois Hommes dans un bateau, lu par le donneur de voix René Depasse)